# Raorchestes chalazodes
Raorchestes chalazodes (Ếch tổ bong bóng Chalazodes, ếch bụi đốm trắng hoặc ếch bụi Günther) là một loài ếch cực kỳ nguy cấp thuộc họ Rhacophoridae. Đây là loài trên cây sống về đêm được tìm thấy ở tầng dưới của rừng thường xanh nhiệt đới ẩm. R. chalazodes là loài đặc hữu của dãy Ghat Tây, Ấn Độ. Tên gọi chalazodes bắt nguồn từ tiếng Hy Lạp χάλαζα (chalaza) nghĩa là "cục" và tính từ dẫn xuất -odes, để chỉ sự kết hạt màu trắng trên cơ thể.
Mẫu định danh ban đầu được Đại tá Richard Henry Beddome thu thập vào năm 1876 tại Travancore và trao cho Albert C. L. G. Günther. Trước khi được tái phát hiện vào năm 2011 ở vùng Thượng Kodayar, Tamil Nadu, loài này được cho là đã tuyệt chủng. Raorchestes chalazodes đẻ trứng trong đốt tre Ochlandra travancorica, tại đây con đực trưởng thành sẽ chăm sóc ổ trứng. Raorchestes chalazodes cũng là loài duy nhất trong chi mà con non được bố mẹ chăm sóc. Hiện nay nó được IUCN coi là cực kỳ nguy cấp.

## Miêu tả
Cơ thể Raorchestes chalazodes chủ yếu có màu xanh lá cây với vùng bụng màu trắng tía và các đốm xanh đen ở vùng háng. Một số đặc điểm riêng biệt của loài này là mõm tròn, nhú lưỡi trên lưỡi và các nốt sần phát triển tốt. Raorchestes chalazodes cũng có màng ngón chân cỡ vừa phải. Một trong những đặc điểm khác biệt nhất của loài ếch này là đôi mắt với mống mắt màu đen cùng những mảng vàng.

### Mẫu định danh

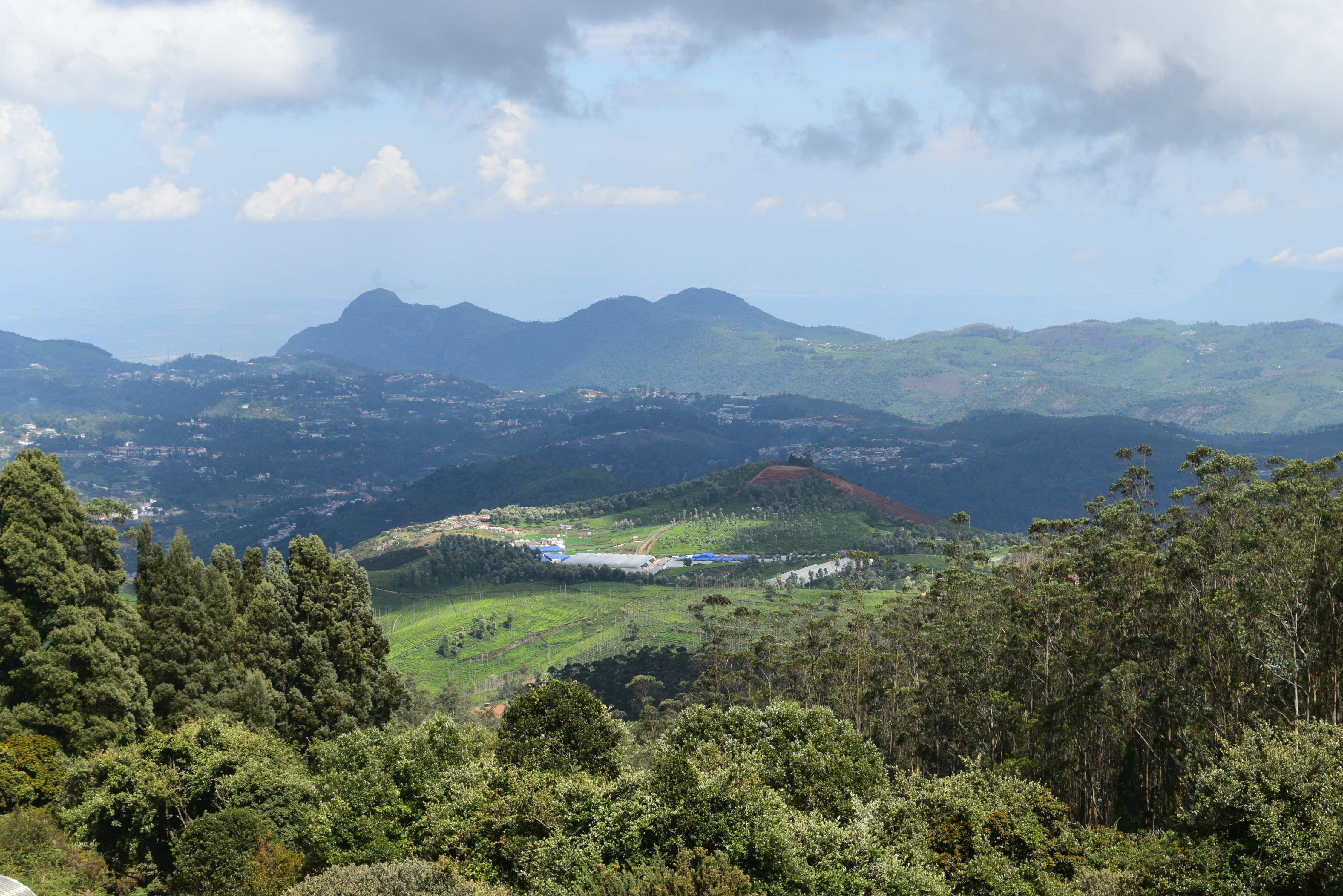
Raorchestes chalazodes là loài đặc hữu của dãy Tây Ghat.

Mẫu định danh là một con cái trưởng thành được Đại tá Richard Henry Beddome thu thập ở Travancore và trao cho Albert C. L. G. Günther, người sau đó mô tả nó. Mẫu vật này dài 26 mm với các chi sau dài 42 mm. Mặt lưng được miêu tả là có màu xanh lá cây đồng nhất, trong khi mặt bụng có màu trắng vàng. Mặt lưng còn có những nốt sần trông giống như những đốm trắng. Những nốt sần được cho là lý do Gunther đặt tên cho loài này là "chalazodes".

## Phân bố và môi trường sống
Raorchestes chalazodes phân bố trên dãy Tây Ghat chật hẹp ở bờ Tây của bán đảo Ấn Độ, chỉ được tìm thấy ở độ cao trên 1200 m. Nó sống ở tầng dưới rừng thường xanh nhiệt đới và ẩm ướt. Cụ thể hơn, Raorchestes chalazodes cư ngụ tại các tầng dưới tán của loài tre Ochlandra travancorica được tìm thấy trong khu vực. Loài tre này tạo thành một môi trường sống dạng cây bụi, với các cụm không thể xuyên phá, góp phần bảo vệ loài ếch.

## Bảo tồn

### Mất môi trường sống

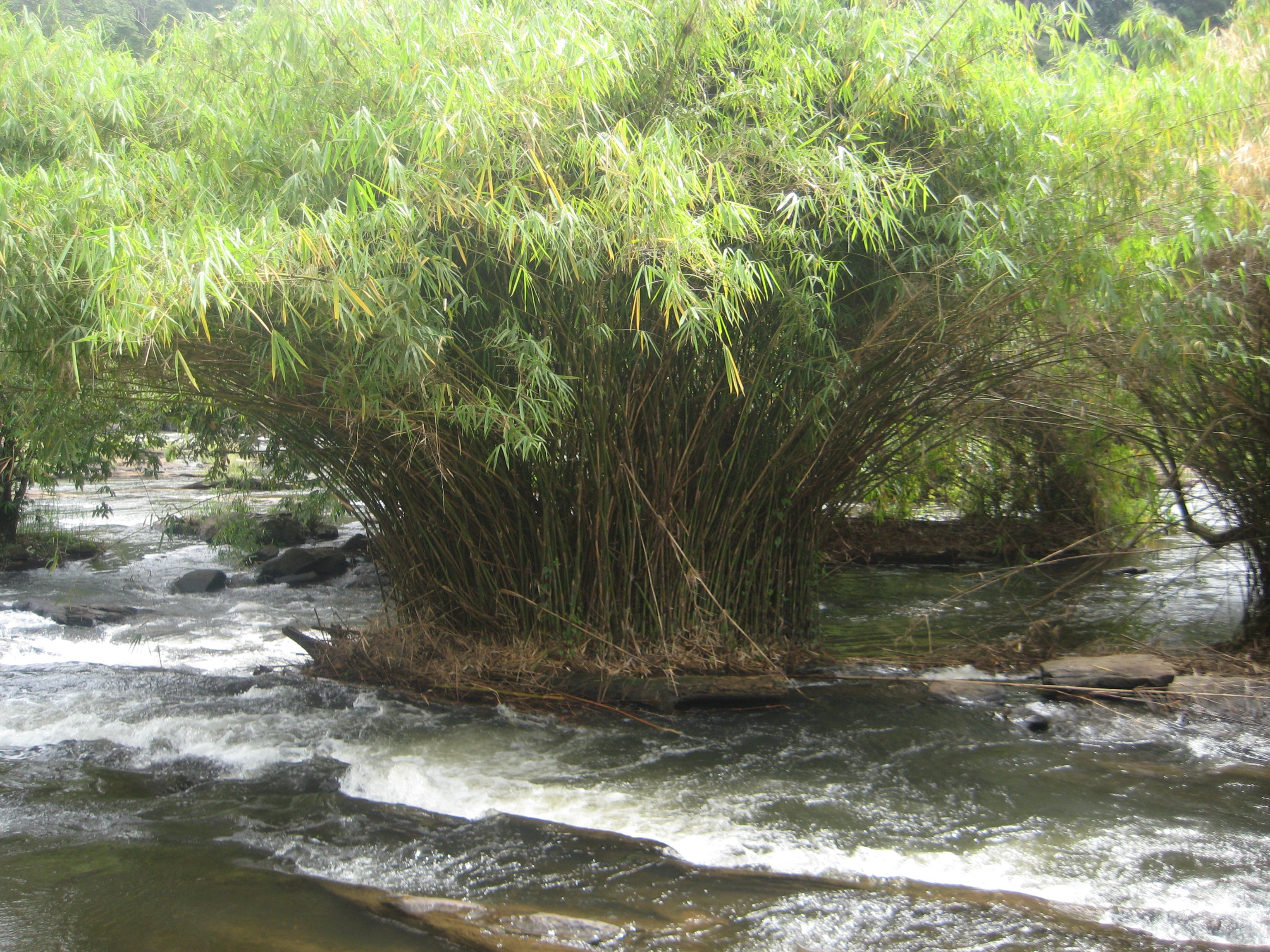
Loài tre này là nơi sinh sống của ếch Raorchestes chalazodes.

Raorchestes chalazodes được xếp vào loại cực kỳ nguy cấp theo đánh giá gần đây nhất của Sách đỏ các loài bị đe dọa của IUCN năm 2004. Đánh giá này là kết quả của sự phân bố của các loài bị chia cắt nghiêm trọng như thế nào và loài này liên tục bị suy giảm về quy mô và chất lượng ra sao trong môi trường rừng của nó.
Loài tre Ochlandra travancorica mà Raorchestes chalazodes sử dụng làm nơi đẻ trứng thường được thu hoạch để sử dụng làm nhiên liệu sinh học cũng như sản xuất giấy và bột giấy. Do đó, O. travancorica đã bị cạn kiệt nghiêm trọng ở Tây Ghat.

### Nỗ lực bảo tồn
Trong một nghiên cứu về Raorchestes chalazodes vào năm 2018, 43 ổ trứng do con đực chăm sóc đã được phát hiện tại địa điểm lấy mẫu rộng 5 km2 tại Khu bảo tồn hổ Kalakad Mundanthurai. Nhằm góp phần bảo tồn, việc lập bản đồ phân bố Ochlandra travancorica để xác định các khu vực bị đe dọa không được bảo vệ là bước hành động quan trọng đầu tiên. Ngoài ra, có thể thực hiện nhiều hành động khả thi hơn để giúp bảo tồn loài Raorchestes chalazodes. Tre có đường kính nhỏ hơn có thể được thu hoạch hoặc bị cấm thu hoạch trong mùa sinh sản của Raorchestes chalazodes từ tháng 5 đến tháng 11. Các địa điểm đẻ trứng nhân tạo giống với các địa điểm được tìm thấy trong tự nhiên cũng có thể được tạo ra.

## Chế độ ăn
Raorchestes chalazodes chủ yếu ăn động vật không xương sống như côn trùng và nhện, nhưng cũng được phát hiện ăn động vật thân mềm, chẳng hạn như Satiella dekkanensis, một loại ốc không có vỏ cứng. Trước mùa sinh sản, ếch đực trưởng thành sẽ tìm kiếm những con mồi lớn như Satiella dekkanensis để chuẩn bị cho thời gian chăm trứng dài ngày.

## Giao phối
Mùa sinh sản của Raorchestes chalazodes là từ tháng 5 đến tháng 11. Trong mùa sinh sản này, con đực sẽ tìm thấy một lóng có lỗ hở trên cây tre Ochlandra travancorica và kêu to bên trong lóng để thu hút con cái. Bởi vì con đực ở gần một lóng, con cái được cho là có nhiều bạn tình và di chuyển từ lóng này sang lóng khác với sự cõng ghép đôi xảy ra bên trong lóng. Sau khi mùa giao phối kết thúc, tức là từ tháng 11 đến tháng 12, con đực sẽ ngừng kêu và rời khỏi các địa điểm đẻ trứng bên trong các đốt tre.

## Sự chăm sóc của cha mẹ
Ở loài Raorchestes chalazodes, con non được chăm sóc trực tiếp bởi con đực trưởng thành. Con đực sẽ có nhiều hành vi khác nhau để cố gắng chăm sóc ổ trứng, bao gồm việc ấp trứng, canh trứng và tỏ ra hung hăng để bảo vệ điểm ấp trứng hoặc chính nó. Khi ấp trứng, ếch đực trưởng thành sẽ ở lại một điểm ấp cụ thể bất kể thời gian. Trong quá trình bảo vệ trứng, ếch đực trưởng thành sẽ đậu trước những quả trứng trong ổ nhằm ngăn chặn mối đe dọa nếu có. Ếch đực cũng sẽ thể hiện những hành vi hung hãn như kêu to hoặc lao vào các mối đe dọa như con đực cùng loài, động vật chân đốt như châu chấu voi và gián xâm nhập vào lóng. Vào ban ngày, ếch đực sẽ ngủ gần ổ trứng với đôi mắt khép hờ và các chi đưa sát vào cơ thể. Trong thời gian chăm sóc trứng, ếch sẽ không đi kiếm ăn.
Sự chăm sóc này đóng vai trò như một cách để bảo vệ tổ khỏi nhiều mối đe dọa mà trứng phải đối mặt. Tỷ lệ tử vong của những quả trứng không được chăm sóc cao hơn nhiều so với quả được chăm sóc và nguyên nhân chính khiến trứng chết là do bị săn mồi. Điều này thường xảy ra khi những con đực cùng loài được cho là không thành công trong việc tìm kiếm bạn tình và bảo vệ địa điểm ấp trứng của chính mình. Do một con đực khi ấp trứng thường xuyên phát ra âm thanh nhằm xác định lãnh thổ, việc không kêu được có thể giúp những con đực ăn thịt đồng loại này cố gắng chiếm lấy vị trí ấp trứng và ăn những quả trứng giàu dinh dưỡng trong ổ. Trứng ký sinh từ ruồi và trứng kiến cũng là những vấn đề liên quan đến sự săn mồi, nhưng con đực có thể ăn kiến và ruồi xâm nhập, coi đó là một dạng thức ăn. Một nguyên nhân khác gây chết trứng là nhiễm nấm.

### Điểm ấp trứng
Tổ ếch được làm trong đốt của loài tre Ochlandra travancorica. Ếch trưởng thành có thể chui vào qua một lỗ nhỏ gần gốc lóng. Một giả thuyết cho rằng nếu lóng có lỗ mở ở phía trên, nước có thể tích tụ bên trong và nhấn chìm ếch con. Bên trong nơi rụng trứng có nhiệt độ thấp hơn và độ ẩm cao hơn so với bên ngoài. Độ ẩm cao hơn này có lợi cho trứng ếch bằng cách giảm mất nước do bay hơi. Những quả trứng đã đẻ cũng được gắn vào thành trong của tre thông qua một sợi nhầy. Bên trong thân tre, những quả trứng này sẽ phát triển trực tiếp mà không cần nước.

## Phát triển
Trứng của Raorchestes chalazodes có hình cầu, trong suốt và được kết nối với các thành bên trong của lóng tre thông qua một sợi nhầy. Trứng có lòng đỏ màu trắng kem, tỷ lệ lòng đỏ trứng và lớp thạch bên ngoài khá nhỏ. Sau khi nở, ếch con sẽ ở lại bên trong lóng và chỉ rời khỏi địa điểm ấp trứng trong khoảng từ 3 đến 34 ngày.